# Futbolniy Klub Vakhsh
FK Vakhsh Qurghonteppa é um clube de futebol do Tadjiquistão. Disputa o Campeonato nacional do país, a Vysshaya Liga.